# Raja Club Athletic (futsal)
Cet article concerne la section futsal du RCA. Pour le club lui-même, voir Raja Club Athletic.
Pour le club omnisports, voir Raja Club Athletic (omnisports).
Pour les articles homonymes, voir RCA.
Maillots
Le Raja Club Athletic, abrégé en Raja CA ou RCA Futsal (en arabe : نادي الرجاء الرياضي, Nādī ar-Rajāʾ ar-Riyāḍi), est un club marocain de futsal fondé en 2011 à Casablanca, et l'une des nombreuses sections du Raja Club Athletic, club omnisports fondé le 20 mars 1949.
Affilié à la Fédération royale marocaine de football, l'équipe joue ses rencontres à la Salle Omar ibn al-Khattab, située au quartier de Derb Milla, dans la Préfecture d'Al Fida-Mers Sultan. En septembre 2022, après des années de disette, le Raja CA fait acquisition de l'Association Attoumouh Sportif et regagne la division d'élite.

## Histoire

### Débuts
Les origines du Futsal Vert remontent à 2011, alors que la pratique du mini-foot amateur prend peu à peu son essor à Casablanca. L'été 2011 connaîtra la naissance de la section futsal du Raja Club Athletic. Un comité dirigeant fut constitué par des adhérents expérimentés de la section mère du football, avec comme fondateurs (Hassan Hennane, Abdellah Sinaoui, Mustapha El Harouchi, Aboub père, Zaz, Driss Ziyane), comme président Hassan Hennane et comme entraîneur Aziz Lagrini. La première formation était composée par quelques joueurs internationaux emblématiques tels que Omar Nejjary et Hassan Daoudi.

### Succès (2011-2014)
En 2011, a peine affilié à la Ligue du Grand Casablanca de football, les Aigles se montrent performants dans le championnat régional de la Ligue et moissonnent tout sur leur chemin. L'année suivante, l'équipe est qualifiée en deuxième division (groupe nord). Le club atteint les barrages et réussit la montée en première division sous la houlette de l'entraîneur Hassan Ghouila. Durant cette année, le Raja lamine les stars du fameux Ajax Kénitra en match amical (8-4).
Lors de la saison 2012-2013, le Raja accède à la division élite en s'emparant de la première place du championnat D2 et en surmontant l'épreuve des barrages, deux ans seulement après sa création. 
La montée est célébrée le 29 avril dans un hôtel avec la présence de plusieurs personnalités du club.
Au mois de juin 2013, le club disputa ses premières rencontres en élite à la Salle omnisports Sidi Moumen avec un effectif composé de plusieurs talents arrivés au club. Le Raja détenait aussi un record d'invincibilité à domicile qui a duré plus que deux ans, de sa date de création jusqu'au 25 juin contre Sebou Kenitra.
Malgré l'absence de couverture médiatique, l'équipe réalisera des résultats exceptionnels et un excellent départ, puisqu'elle a su conserver sa place à la tête du classement pendant plus de six semaines. Finalement le club finira cinquième du classement de la Botola 2012-2013 avec un total de 35 points.
Le 13 juin 2013, Saïd Nasr est élu nouveau président du club. Ce dernier a été également soutenu par Mohamed Boudrika, à l'époque président du comité directeur du club, afin d'accéder à la présidence de la commission nationale des clubs de futsal.

### Instabilité (2015-2018)
En 2015, le Raja est relégué en deuxième division. Au terme de la saison 2015-2016, le Raja remporte à nouveau le Championnat D2 avec 14 points d'avance sur le second du classement et enregistre donc son retour à la première division. Mais faute de moyens, l'équipe est relégué une deuxième fois. Le Raja termine en dernière position de l'édition 2016-2017 de la division d'élite avec un modeste score de 15 points (4 victoires, 3 nuls et 15 défaites).

### Crise (2018-2021)
Suite de la dissolution du comité directeur omnisports en 2018, la section continue de déambuler dans les divisions inférieures du futsal national. La crise financière et l'absence d'un sponsor coûte au club trois ans d'absence de la scène national, le seul moyen de financement est alors les dotations de la Fédération royale marocaine de football (entre 150 000 dirhams et 225 000 dirhams).
Les premières difficultés furent l'absence d'infrastructures propres au club ainsi que les longs déplacements.

### Renouveau (depuis 2022)
En août 2022, le Raja fait acquisition du club de futsal casablancais Association Attoumouh Sportif qui évolue dans la division d'élite. Sous la direction de Aziz El Badraoui, le club se conforme ainsi aux exigences de la FRMF qui oblige désormais les clubs d'élite d'avoir des équipes professionnelles de futsal et de football féminin. Le 25 septembre, la section futsal inaugure cette nouvelle ère en jouant le vainqueur de la Coupe du trône Loukous Ksar El Kébir (défaite 2-5) au titre de la première journée du championnat,. En fin de saison, l'équipe est reléguée en deuxième division.
Le Raja commence la saison 2023-2024 à la Salle Houssine El Haddaoui avec une victoire contre le Difaâ Hassani d'El Jadida sur le score de 7-1. 

## Palmarès
| Compétitions nationales                                             |
| ------------------------------------------------------------------- |
| - Championnat du Maroc de Futsal D2 (2) - Champion en 2013 et 2016. |

## Infrastructures
Le club jouait ses rencontres dans plusieurs salles come la Salle de Sidi Moumen et la Salle Annassim. Le Raja joue actuellement à domicile dans la Salle Houssine El Haddaoui à Mers Sultan d'une capacité de 1000 places, nommé après l'ancien sextuple champion du Maroc et champion d'Afrique de judo en 1968. L'Académie du Raja CA dispose de quatre terrains de mini-foot destinés à la formation des jeunes footballeurs.

## Personnalités du club

### Présidents
| Présidents       | Nationalité | Période   |
| ---------------- | ----------- | --------- |
| Hassan Hennane   | Maroc       | 2011-2013 |
| Saïd Nasr        | Maroc       | 2013-2018 |
| Aziz El Badraoui | Maroc       | 2022-2023 |
| Mohamed Boudrika | Maroc       | 2023-     |

### Entraîneurs
| Entraîneurs     | Nationalité | Période   |
| --------------- | ----------- | --------- |
| Aziz Lagrini    | Maroc       | 2011      |
| Hassan Ghouila  | Maroc       | 2013      |
| Hicham Akesbi   | Maroc       | 2015      |
| Othmane Heddaji | Maroc       | 2016      |
| Hicham Mouanis  | Maroc       | 2022-2023 |
| Aziz El Farqi   | Maroc       | 2023      |
| Redouane Adrar  | Maroc       | 2023-     |

### Anciens joueurs
- Omar Nejjary
- Hassan Daoudi
- Zakaria Aboub
- Anouar Baghdadi
- Nabil Fekkak
- Saad Lamti
- Abdelhak Hamidi
- Mohamed Ghazalli
- Amine Samiri